# Gokwe
Gokwe este un oraș din Zimbabwe.